# Mohamed Ali Nafkha
Mohamed Ali Nafkha (arabe : محمد علي نفخة), né le 25 janvier 1986 à Sousse, est un footballeur international tunisien évoluant au poste de milieu défensif avec l'Espoir sportif de Hammam Sousse.
Enfant du club de l'Étoile sportive du Sahel (ESS), il joue par ailleurs dans l'équipe de Tunisie.
Le 12 juin 2010, il signe un contrat en faveur du FC Zurich qui est toutefois annulé le 30 juin ; le transfert avec ce même club est officialisé en décembre 2010. À l'été 2011, il revient à l'ESS sous forme de prêt. 
Il est caractérisé par ses balles arrêtées et ses centres millimétrés.

## Palmarès
- Vainqueur de la coupe de la Ligue tunisienne de football : 2005
- Vainqueur de la coupe de la confédération : 2006
- Vainqueur du championnat de Tunisie : 2007
- Vainqueur de la Ligue des champions de la CAF : 2007
- Vainqueur de la Supercoupe d'Afrique : 2007